# Sergio Gjurinovic
Sergio Pedro Nicolás Gjurinovic Pacheco (Lima, 20 de marzo de 1986) es un actor peruano.

## Biografía
Estudió en el Colegio Inmaculado Corazón y, luego, en el Colegio Santa María Marianistas. Al terminar el colegio empezó a estudiar Ciencias de la comunicación en la Universidad de Lima. Llevó un taller de un mes y medio en el Centro cultural de la Católica y otro más completo con Leonardo Torres Vilar en la Universidad de Lima. Empezó de niño en la televisión apareciendo en comerciales. A los 12 años, Gjurinovic recibió el llamado de la producción del programa infantil Chiquitoons (1998), que transmitía Frecuencia Latina, donde presentaban dibujos animados y entrevistas a artistas.
Gjurinovic debutó como actor en la serie de terror Con los pelos de punta, producida en el 2000 por Iguana Producciones y Venevisión Internacional. La serie no se estrenó en el Perú.
En 2007 protagonizó el filme Dioses del director Josué Méndez, donde interpretó a Diego. Gjurinovic consiguió el premio a Mejor actor en la séptima edición del Festival Cero Latitud de Ecuador. Este filme ganó el Premio "El abrazo" al mejor largometraje en el Festival internacional de cine de Biarritz, y Mejor Película Peruana en el Festival de Cine de Lima.
En 2009 apareció en la primera temporada de Al fondo hay sitio. Ese mismo año llevó un taller de formación actoral con Roberto Ángeles.
En 2012 actuó en la telenovela La Tayson, corazón rebelde. En teatro, estuvo en la obra El lenguaje de las sirenas, de la directora Mariana de Althaus.
El 31 de octubre de 2013 se estrenó la comedia Rocanrol 68, protagonizada por Gjurinovic. Su siguiente película, Sueños de Gloria con Gjurinovic como Esteban Marquéz, fue estrenada el 14 de noviembre de 2013.
En 2016 actuó en la novela El regreso de Lucas como Juan Díaz Ayala.
De 2017 a 2021 actuó en la serie De vuelta al barrio como Dante Ganoza Ugarte.

## Créditos
| Año        | Título                                       | Rol                     | Notas                    |
| Películas  | Películas                                    | Películas               | Películas                |
| ---------- | -------------------------------------------- | ----------------------- | ------------------------ |
| 2008       | Dioses                                       | Diego                   | Rol protagónico          |
| 2009       | Animales domésticos                          | Él                      | Cortometraje             |
| 2010       | 186 Dollars to Freedom (The City of Gardens) |                         | Reparto                  |
| 2010       | ¿Me Puedes Ver?                              |                         | Cortometraje             |
| 2013       | Rocanrol 68                                  | Manolo                  | Estreno 31 octubre       |
| 2013       | Sueños de Gloria                             | Esteban                 | Estreno 14 noviembre     |
| 2014       | La Cara del Diablo                           |                         | Rol secundario           |
| 2019       | Pixeles de Familia                           | Bicho                   | Rol protagónico          |
| Televisión |                                              |                         |                          |
| 1998       | Chiquitoons                                  | Presentador             | Programa infantil        |
| 2001       | Con los pelos de punta                       | Tavo                    | Cadena Univisión         |
| 2006       | Así es la vida                               | Rasputin                | 1 episodio               |
| 2009       | Al fondo hay sitio                           | Mateo Wiese             | Rol antagónico Principal |
| 2011       | Lalola                                       | Iván                    | Participación especial   |
| 2012       | La Tayson, corazón rebelde                   | Roberto "Bobby"         |                          |
| 2013       | Derecho de familia                           | Eduardo                 | 1 episodio               |
| 2014-15    | Amores que Matan                             | Bruno                   | Episodio 15 Larissa      |
| 2016       | El regreso de Lucas                          | Juan Díaz Ayala         | Rol principal            |
| 2017-2021  | De vuelta al barrio                          | Dante Ganoza Ugarte     | Rol principal            |
| 2022       | Maricucha                                    | Juan Diego Brideston    |                          |
| 2023       | Luz de luna                                  | Francisco Deza Arrieta  | Rol principal            |
| 2024       | Pituca sin lucas                             | Felipe "Pipo" Arosemena | Rol principal            |
| Teatro     |                                              |                         |                          |
| 2006       | Shivaree                                     | Shivaree                |                          |
| 2010       | El chico de la última fila                   | Rafa                    |                          |
| 2011       | Automáticos                                  | Omar                    |                          |
| 2012       | El lenguaje de las sirenas                   | Alejandro               |                          |
| 2015       | Sueño de una Noche de Verano                 |                         |                          |
| 2015       | Ciudad Cualquiera                            |                         |                          |
| 2015       | ¿Quieres estar conmigo?                      | Paul                    |                          |
| 2017-2018  | Mucho ruido por nada                         | Hero                    |                          |
| 2018       | San Bartolo                                  |                         |                          |

## Premios y nominaciones
| Año  | Premio                           | Categoría           | Trabajo     | Resultado |
| ---- | -------------------------------- | ------------------- | ----------- | --------- |
| 2008 | Premios Luces de El Comercio     | Mejor actor de cine | Dioses      | Nominado  |
| 2009 | Festival Cero Latitud de Ecuador | Mejor actor         | Dioses      | Ganador   |
| 2013 | Premios Luces de El Comercio     | Mejor actor de cine | Rocanrol 68 | Ganador   |